# Ugandas ambassader

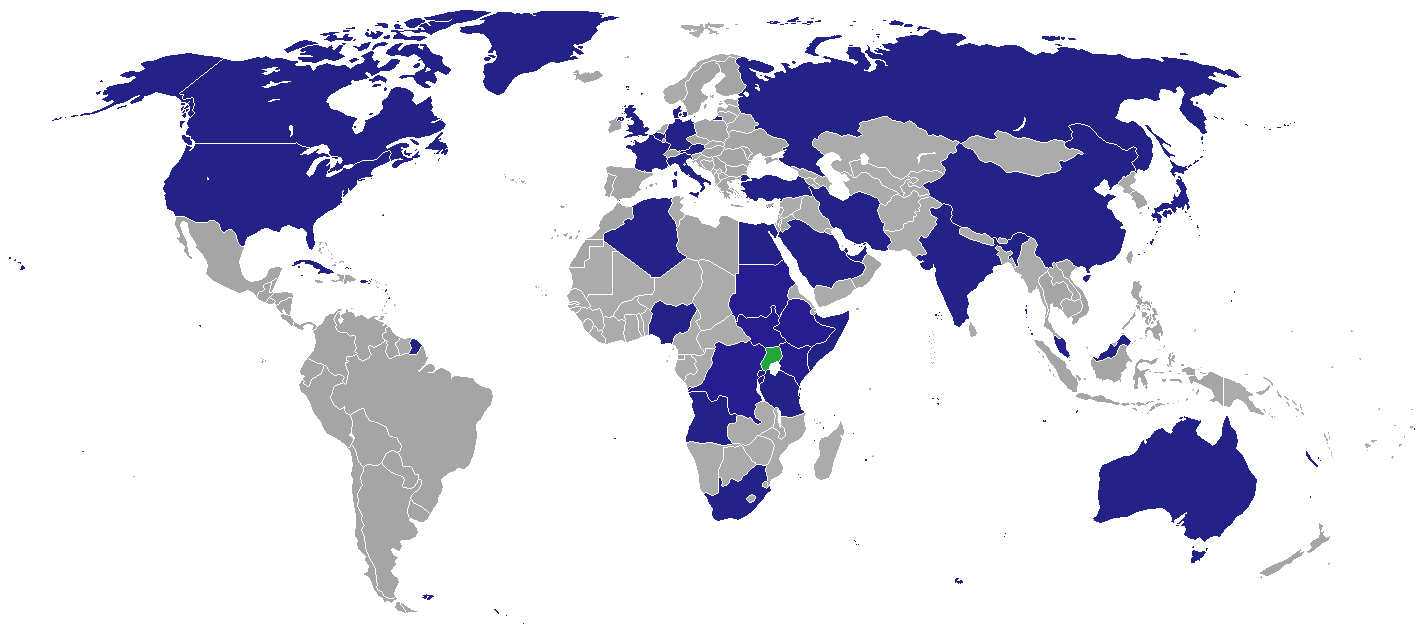
Ugandas diplomatiska närvaro i världen

I Östafrika sköter Ugandas utrikesdepartement de diplomatiska relationerna med grannländerna direkt, inom vad som kallas för "ringstaterna".  I övrigt har Uganda närvaro i Europa, Mellanöstern, Nordamerika och i Stillahavsområdet. 

## Europa

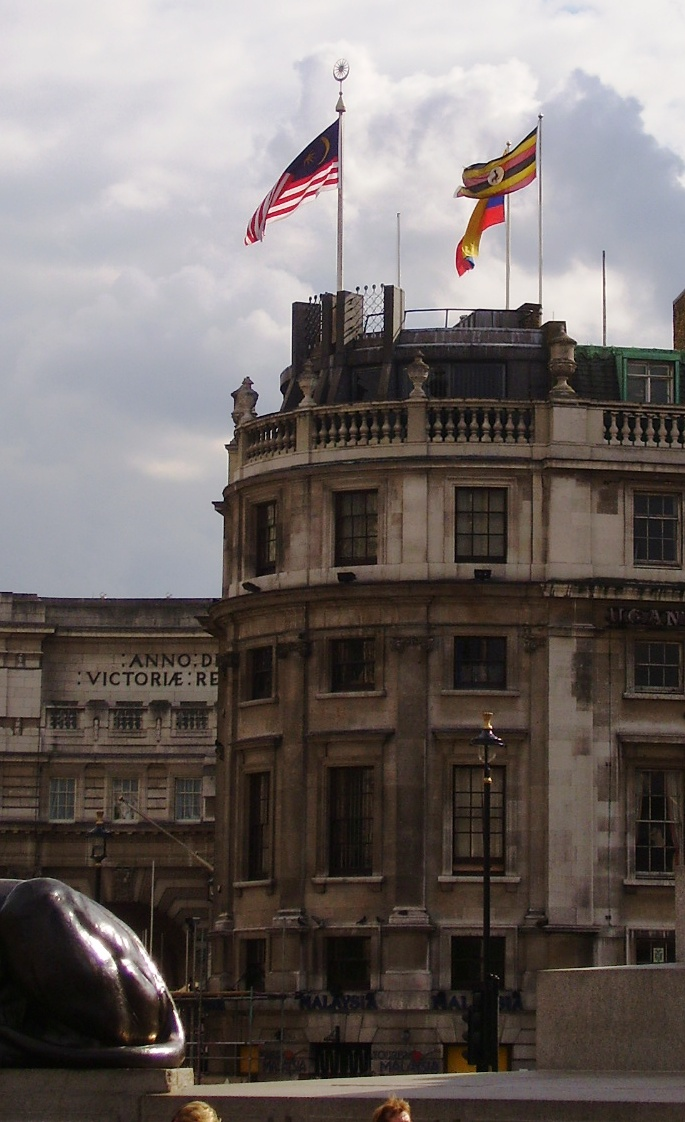
Ungandas High Commission i London

- Belgien
  - Bryssel (Ambassad)
- Danmark
  - Köpenhamn (Ambassad)
- Frankrike
  - Paris (Ambassad)
- Tyskland
  - Berlin (Ambassad)
- Italien
  - Rom (Ambassad)
- Ryssland
  - Moskva (Ambassad)
- Storbritannien
  - London (High Commission)

## Nordamerika

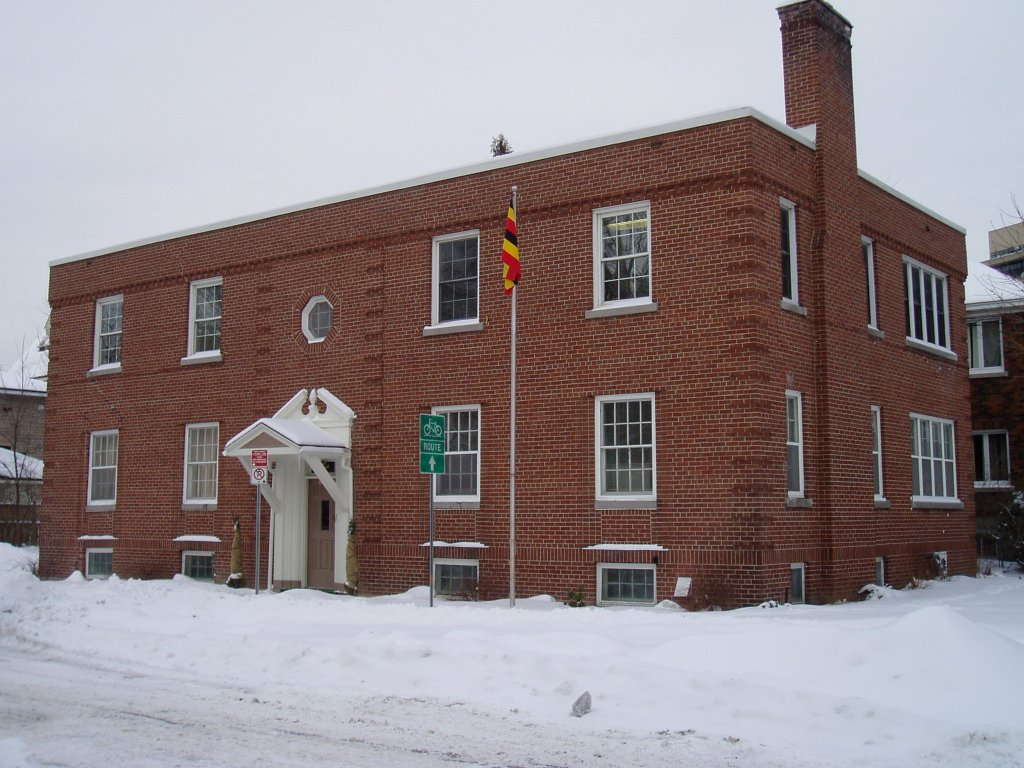
Ugandas High Commission i Ottawa

- Kanada
  - Ottawa (High Commission)
- USA
  - Washington, D.C. (Ambassad)

## Mellanöstern
- Iran
  - Teheran (Ambassad)
- Saudiarabien
  - Riyadh (Ambassad)

## Afrika
- Kongo-Kinshasa
  - Kinshasa (Ambassad)
- Egypten
  - Kairo (Ambassad)
- Etiopien
  - Addis Abeba (Ambassad)
- Kenya
  - Nairobi (High Commission)
- Libyen
  - Tripoli (Ambassad)
- Nigeria
  - Abuja (High Commission)
- Rwanda
  - Kigali (Ambassad)
- Sydafrika
  - Pretoria (High Commission)
- Sudan
  - Khartoum Ambassad)
  - Juba (Consulate)
- Tanzania
  - Dar es-Salaam (High Commission)

## Asien
- Kina 
  - Peking (Ambassad)
- Indien
  - New Delhi (High Commission)
- Japan
  - Tokyo (Ambassad)

## Oceanien
- Australien
  - Canberra (High Commission)

## Multilaterala organisationer
- Addis Abeba (Afrikanska Unionen)
- Bryssel (Europeiska unionen)
- Genève (Förenta Nationerna och andra internationella organisationer)
- New York (United Nations)